# Военно-Воздушные Силы Азербайджанской Демократической Республики

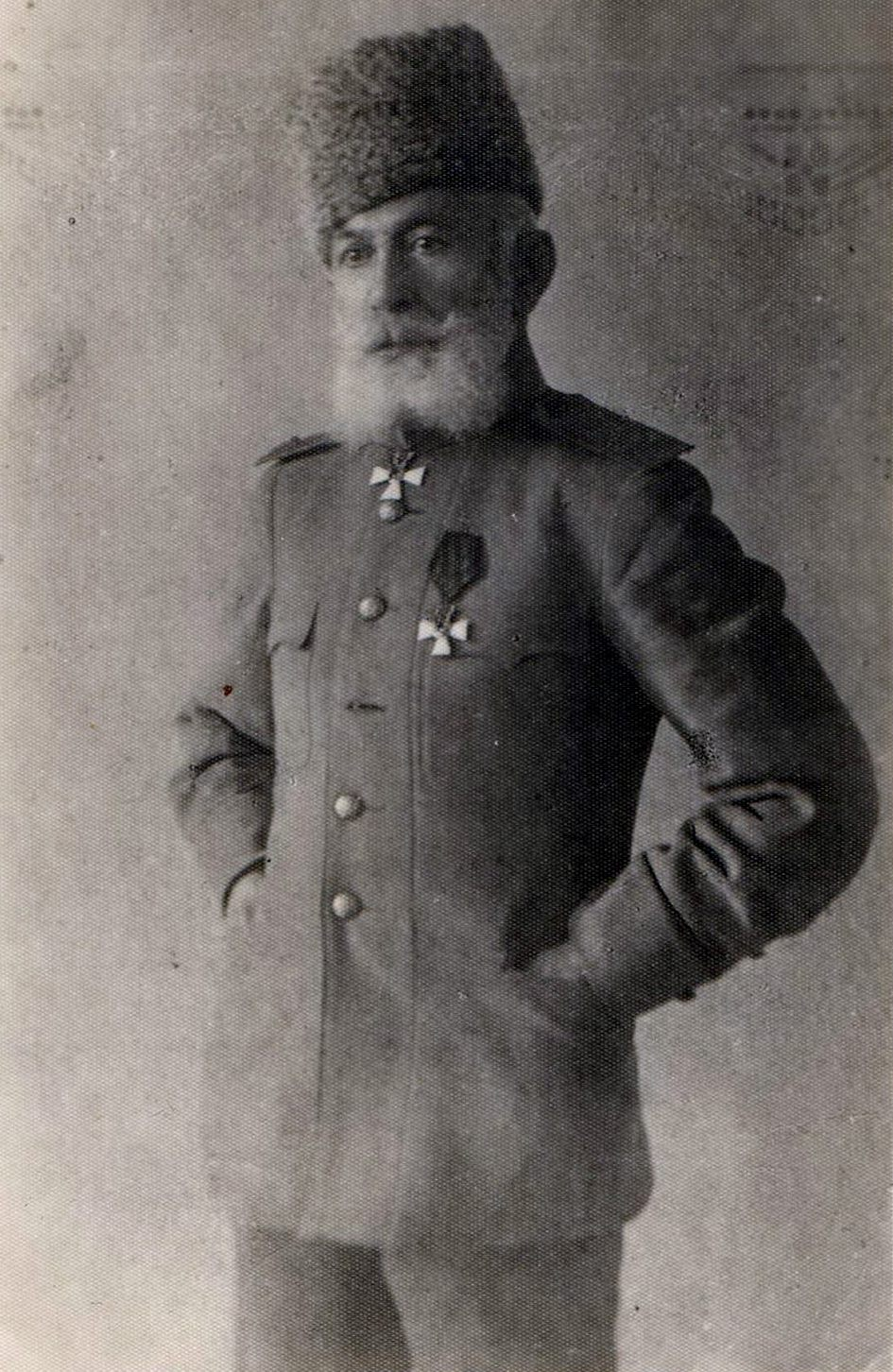
Военный министр АДР С. Мехмандаров

Военно-Воздушные Силы Азербайджанской Демократической Республики — один из видов вооружённых сил Азербайджанской Демократической Республики и считается предщественником ВВС Армии Азербайджана.

## Основа
По условиям Мудросского мира (1918 г.) британские войска, оккупировавшие Баку в ноябре 1918 г., взяли под свой контроль военные корабли на Каспийском море вместе с гидросамолетами. Затем Военно-Морские Силы на Каспии были переданы Деникину, и тем самым Азербайджан лишился более или менее имеющейся авиационной техники.

## Активность
Учитывая необходимость организации ВВС, военное министерство начало эту работу в первую очередь с подготовки соответствующих кадров. 22 января 1919 года военный министр Самед-бек Мехмандаров направил письмо представителю Азербайджана в Грузии Мамеду Юсифу Джафарову с просьбой изучить возможность направления азербайджанцев в Авиационное училище в Тбилиси. После заключения договора о военном сотрудничестве между Азербайджаном и Грузией (1919 г.) группа солдат и офицеров из Азербайджана была отправлена в Грузию. 9 из них должны были стать военными летчиками. Среди этих офицеров были капитан Фиридун Мирза Гаджар, прапорщики Алигусейн Дадашов, Теймур Мустафаев, Гянджинский, Гасанзаде и Гарашаров.
До формирования военно-воздушной структуры национальной армии было определено ее руководство. Приказом военного министра от 19 августа 1919 года лейтенант Теймур Хан Афшар был назначен заместителем начальника Авиационного отряда. Отряд подчинялся непосредственно начальнику штаба. 14 сентября 1919 года был утвержден штат Авиационного отряда. В штате было 5 офицеров, 4 писаря, 54 регулярных солдата и 4 нерегулярных солдата.
В 1920 году военное министерство решило открыть в Азербайджане школу военных авиаторов, чтобы удовлетворить потребность в национальных кадрах. Военный министр Самед-бей Мехмандаров 27 ноября 1919 года написал письмо в Министерство иностранных дел с просьбой изучить возможности приглашения опытных специалистов из Англии и Италии для организации обучения в Авиационной школе. Однако с начала 1920 г. осложнение военной обстановки и апрельское вторжение (1920 г.) прервали работы в области укрепления военных и военно-воздушных сил.